# Cleyera obscurinervia
Cleyera obscurinervia är en tvåhjärtbladig växtart som först beskrevs av Elmer Drew Merrill och Chun, och fick sitt nu gällande namn av Ho Tseng Chang. Cleyera obscurinervia ingår i släktet Cleyera, och familjen Pentaphylacaceae. Inga underarter finns listade i Catalogue of Life.